# 皮雄红螯蛛
皮雄红螯蛛（学名：Chiracanthium pichoni）为管巢蛛科红螯蛛属的动物。在中国大陆，分布于浙江、四川等地，多栖息于山林、果园以及山区稻田。该物种的模式产地在浙江。